# Clawson-Punkt

Ähnlichkeitszentrum des Höhenfußpunktdreiecks (rot) und des rot gezeichneten Dreiecks, das von den (äußeren) gemeinsamen Tangenten der Ankreise gebildet wird (siehe gestrichelte Linien)

Der Clawson-Punkt in einem Dreieck  ist einer der ausgezeichneten Punkte des Dreiecks. Er kann auf folgende zwei Arten konstruiert werden und hat die Kimberling-Nummer X(19). Der Punkt wurde nach John Wentworth Clawson benannt und 1886 von Émile Lemoine untersucht.

## Definition
Für ein beliebiges Dreieck {\displaystyle ABC} mit Winkeln {\displaystyle \alpha ,\beta ,\gamma } in den Punkten  {\displaystyle A,B,C} ist der Clawson-Punkt definiert als der Punkt mit den trilinearen Koordinaten {\displaystyle \tan(\alpha ):\tan(\beta ):\tan(\gamma )}.

## Erste Konstruktion
Konstruiere zum gegebenen Dreieck {\displaystyle ABC} das Höhenfußpunktdreieck {\displaystyle H_{a}H_{b}H_{c}} (siehe nebenstehende Zeichnung) und das von den gemeinsamen äußeren Tangenten von jeweils zwei der drei Ankreise gebildete Dreieck {\displaystyle T_{a}T_{b}T_{c}}. Man kann zeigen, dass diese beiden Dreiecke paarweise parallele Seiten haben und sich daher die Geraden (gestrichelt in nebenstehender Zeichnung) durch die entsprechenden Eckpunkte dieser beiden ähnlichen Dreiecke in einem Punkt, im sogenannten Ähnlichkeitszentrum, schneiden. Dieser Punkt heißt der Clawson-Punkt.

## Zweite Konstruktion

Clawson-Punkt als Perspektivitätszentrum des Dreiecks ABC (braun) und des blau dargestellten Dreiecks, das von den gemeinsamen Sehnen von jeweils einem Ankreis und dem Umkreis begrenzt wird (siehe gestrichelte Linien).

Konstruiere zum gegebenen Dreieck ABC den Umkreis und die Ankreise. Jeder Ankreis schneidet den Umkreis in zwei Punkten, die damit jeweils eine Sehne festlegen. Die Verlängerungen dieser Sehnen bilden ein Dreieck {\displaystyle A'B'C'} (blau in nebenstehender Zeichnung), wobei {\displaystyle A'} der Schnittpunkt der Sehnenverlängerungen der Ankreise an den Seiten mit Endpunkt {\displaystyle A} ist, und entsprechend {\displaystyle B'} und {\displaystyle C'}. Man kann zeigen, dass sich die Geraden {\displaystyle AA'}, {\displaystyle BB'} und {\displaystyle CC'} (rot gestrichelt in nebenstehender Zeichnung) in einem Punkt schneiden.
Man sagt in dieser Situation auch, dass die beiden Dreiecke perspektivisch liegen mit dem Schnittpunkt als „Perspektivitätszentrum“. Dieser Punkt ist der Clawson-Punkt, das heißt, man kann nachweisen, dass er mit dem Punkt der ersten Konstruktion übereinstimmt.

## Baryzentrische Koordinaten
Die baryzentrischen Koordinaten des Clawson-Punkts sind
{\displaystyle \left({\frac {a}{-a^{2}+b^{2}+c^{2}}}:{\frac {b}{a^{2}-b^{2}+c^{2}}}:{\frac {c}{a^{2}+b^{2}-c^{2}}}\right)},
wobei {\displaystyle a}, {\displaystyle b} und {\displaystyle c} wie üblich die Längen der Dreiecksseiten gegenüber den Eckpunkten {\displaystyle A}, {\displaystyle B} und {\displaystyle C} bezeichnen.